# Славомир
Свещеник Славомир е временен управител на Великоморавия през 871 година.
През 870 г. източнофранкският крал Лудвиг Немски подкрепя бунта на Святополк (княз на Нитра) срещу чичо му и суверен Ростислав (княз на Великоморавия). Ростислав е свален, пленен от франките и ослепен. Но франкските съюзници решават да завладеят моравската част от княжеството, която иска Святополк. След негови протести, те го затварят и опитват да завладеят цялата страна.
Този опит завършва с въстание, водено от свещеник и аристократ, наречен Славомир, който е избран за нов водач на Великоморавия. Франките бързо пускат бившия си съюзник Святополк и изпращат с него значителни баварски войски обратно в страната. Въпреки богатите подаръци и обещания от франкския крал, Святополк тайно се свързва със Славомир, който се подчинява на легитимния княз. Святополк поема командването на войските, напада баварската армия и след решителна победа освобождава цялата страна.
|  | Тази страница частично или изцяло представлява превод на страницата Slavomir of Moravia в Уикипедия на английски. Оригиналният текст, както и този превод, са защитени от Лиценза „Криейтив Комънс – Признание – Споделяне на споделеното“, а за съдържание, създадено преди юни 2009 година – от Лиценза за свободна документация на ГНУ. Прегледайте историята на редакциите на оригиналната страница, както и на преводната страница, за да видите списъка на съавторите. ВАЖНО: Този шаблон се отнася единствено до авторските права върху съдържанието на статията. Добавянето му не отменя изискването да се посочват конкретни източници на твърденията, които да бъдат благонадеждни. |